# Laimosemion rectocaudatus
Laimosemion rectocaudatus es un pez de la familia de los rivulinos.

## Morfología
Los machos pueden alcanzar los 6 cm de longitud total.

## Distribución geográfica
Se encuentran en Sudamérica: Perú.